# Duolandrevus improvisus
Duolandrevus improvisus is een rechtvleugelig insect uit de familie krekels (Gryllidae). De wetenschappelijke naam van deze soort is voor het eerst geldig gepubliceerd in 2004 door Gorochov & Warchalowska-Sliwa.